# Holsteiner
Pour les articles homonymes, voir Holstein (homonymie).
Le Holsteiner ou Holstein est une race de chevaux de sport originaire de la province du Schleswig-Holstein, en Allemagne. Son origine remonte au XIIIe siècle, quand les moines du monastère d'Uetersen élèvent des chevaux dans l'estuaire de l'Elbe. Croisés avec des chevaux andalous, napolitains et orientaux entre le XVIe siècle et le XVIIe siècle, il est connu et exporté dans toute l'Europe. Après une période de crise au XIXe siècle, la race est réorientée dans un premier temps vers l'attelage avec des croisements avec le Carrossier du Yorkshire et le Cleveland Bay, puis vers le sport avec le Pur-sang dans un premier temps, puis le Trakehner, l'anglo-arabe et le selle français.
Le Holsteiner est un cheval puissant et compact, assez lourd mais agile. Il présente de belles allures souples dotées d'une grande foulée et d'une grande amplitude.
L'élevage du Holsteiner fait l'objet d'une sélection stricte menée par le Verband der Züchter des Holstein Pferds qui cherche à s'assurer du respect des standards de la race chez ses reproducteurs.
Cheval de sport, il est présent à haut niveau aussi bien en complet, discipline dans laquelle il est supérieur aux autres races allemandes, qu'en dressage et en saut d'obstacles.

## Dénomination
L'appellation officielle de la race est Holsteiner Warmblut en allemand et son abréviation officielle est « HOLST ».

## Histoire

### Origines
Ses origines sont anciennes, la race étant probablement issue d'une race indigène nommée « cheval des marais » qui vivait à l'état semi-sauvage dans la province du Schleswig-Holstein,. Au XIIIe siècle, Gerhard Ier, comte de Holstein-Itzehoe, accorde un droit de pâture aux moines du monastère d'Uetersen pour l'élevage de chevaux, dans l'estuaire de l'Elbe,. Ces derniers réalisent entre le XVIe siècle et le XVIIe siècle des croisements entre les races locales et des chevaux andalous, napolitains et orientaux dans le but de produire des chevaux aussi bien pour le travail de ferme que comme cheval militaire,,. Après la Réforme, les terres du monastères sont rendues à leur propriétaire, qui poursuit l'élevage de chevaux.

### XVIIesiècleetXVIIIesiècle

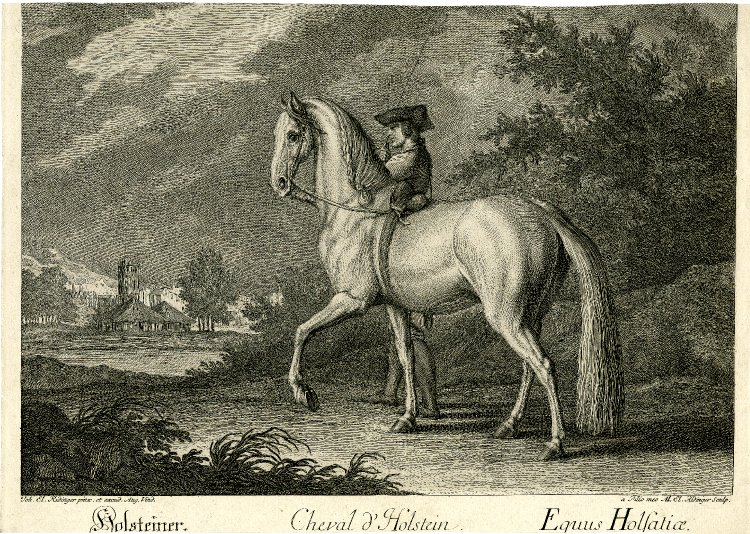
Un cheval d'Holstein vu par Johann Elias Ridinger au XVIIIe siècle.

Au XVIIe siècle, la race est connue dans l'ensemble de l'Europe. La France et l'Angleterre l'intègrent à leurs propres chevaux. En 1686, les premières règles sont éditées pour protéger et améliorer la race. L'élevage s'oriente vers une production de masse et une grande quantité de chevaux est exportée. Mais les produits perdent au fur et à mesure en qualité et la race commence à décliner,.

### XIXesiècle
Des mesures sont prises au cours du XIXe siècle pour protéger la race. Les demandes militaires allant en déclinant, la race est réorientée vers l'attelage. Dans cet objectif, des juments holsteiners sont croisées avec des étalons Carrossiers du Yorkshire et Cleveland Bay, ce qui permet de donner un nouveau souffle à la race,.

### XXesiècleetXXIesiècle
Après la Seconde Guerre mondiale, le croisement avec le Pur-sang prédomine, ce qui permet l'amélioration des qualités générales des individus ainsi que leur aptitude au saut,. Ce croisement fixe les caractéristiques de la race. En 2005, une analyse sur la distance génétique a permis de montrer la proximité entre la race du Holsteiner et celle du Pur-sang.
Dans le courant du XXe siècle, d'autres apports de sang étranger sont à noter : 
- du Trakehner[4] et quelques Anglo-arabes[7] dans les années 1950, sans pour autant marquer le stud-book. On ne trouve ces étalons que dans quelques familles maternelles. Il y a cependant une exception : Ramzes, grand-père de Ramiro.
- du sang français, Selle français[7], dans les années 1970, 80 et 90. L'influence du Selle français et son représentant le plus connu Cor de la Bryère est prépondérante dans la prise de taille du cheval Holsteiner : Calvaro mesurait 1,85 m.
- du sang arabe par agrément dans les années 1990 d'un étalon résultant du croisement d'une jument Holsteiner et d'un étalon arabe.

Les étalons 'xx' importants sont : Anblick, Barnaul, Cottage Son, Heraldik, Ladykiller, Marlon, Parco, Sacramento Song, Sir Shostakovich. 

Les étalons 'AA' importants sont : Ramzes, 

Les étalons 'SF' importants sont : Cor de la Bryère, Almé, Quidam de Revel, ersee (Hozeville de son nom français).
Depuis les années 2000, la direction du stud-book introduit parcimonieusement des sangs étrangers venant des autres stud-books allemands. Il y a environ 20 étalons hanovrien, oldenbourg, westphalien qui ont fait la monte pour le stud-book Holsteiner.

## Description

### Morphologie

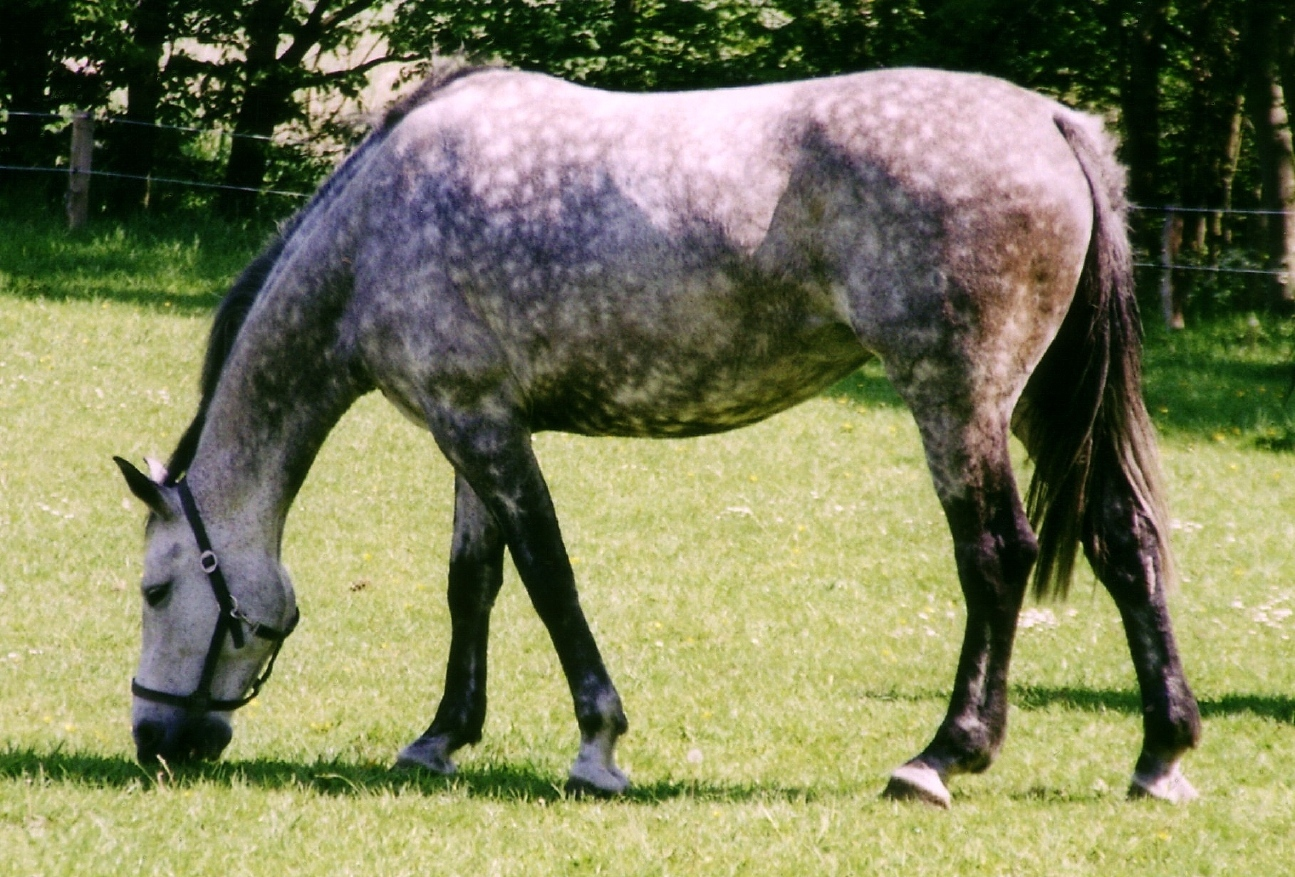
Holsteiner gris en train de brouter.

Le holsteiner est un cheval puissant et compact, assez lourd mais agile,. La tête est longue et droite avec des naseaux larges et mobiles, des oreilles expressives et un regard doux. La gorge est sèche sans empâtement. L'encolure est longue, élégante, bien musclée et légèrement arquée,. Le garrot est assez saillant,. Les épaules, bien formées et obliques contribuent à l'amplitude des foulées. La poitrine est ample et le passage de sangle profond. Le dos est long et droit. La croupe est légèrement inclinée, puissante et bien musclée. La queue bien attachée mais pas trop haut. Les jambes sont robustes et musclées.

### Robes
Toutes les robes unies sont admises, mais on remarque cependant une prédominance du bai, toutes nuances confondues. Le noir et l'alezan sont également fréquent.
Le holsteiner est, parmi tous les stud-books allemands, celui qui possède le plus grand pourcentage de chevaux gris. Ceci est dû à l'utilisation de géniteurs portant cette robe.

### Tempérament et allures
C'est un cheval doté d'un bon caractère, obéissant et volontaire au travail. Il est fiable et intelligent.
Ses allures droites, souples, rythmées et équilibrées, sont caractérisées par une grande foulée et une grande amplitude. C'est un cheval élégant qui se déplace avec légèreté.

### Sélection
Une sélection stricte est menée par les Allemands pour assurer le respect des standards de la race chez ses reproducteurs. Aucun étalon holsteiner ne peut saillir s'il n'a pas été reconnu et validé par une commission. Entre deux ans et deux ans et demi, des tests rigoureux sont effectués sur les étalons potentiels pour savoir s'ils peuvent prétendre à une carrière de reproducteur. Ils sont présentés en main devant des juges, au pas au trot et à l'arrêt. Sur les 600 jeunes mâles nés chaque année, seuls dix sont approuvés. Y compris ces jeunes étalons, soixante-dix étalons sont approuvés chaque année après un test de cent jours où seuls les meilleurs sont sélectionnés. Du côté des juments, les premières présentations se font à deux ans, mais c'est à trois ans qu'elles sont enregistrées. Un système de points est appliqué permettant de définir son enregistrement et sa qualification.

## Utilisations
Le holsteiner est un cheval de sport. Bon sauteur et excellent en dressage, c'est la race la plus adaptée pour le complet parmi les autres races allemandes,. Il est également utilisé en dressage et en saut d'obstacles. Il est également recherché en attelage, discipline dans laquelle sa puissance et la légèreté de ses allures sont appréciées. En Allemagne, il sert dans la garde militaire et participe aux parades.

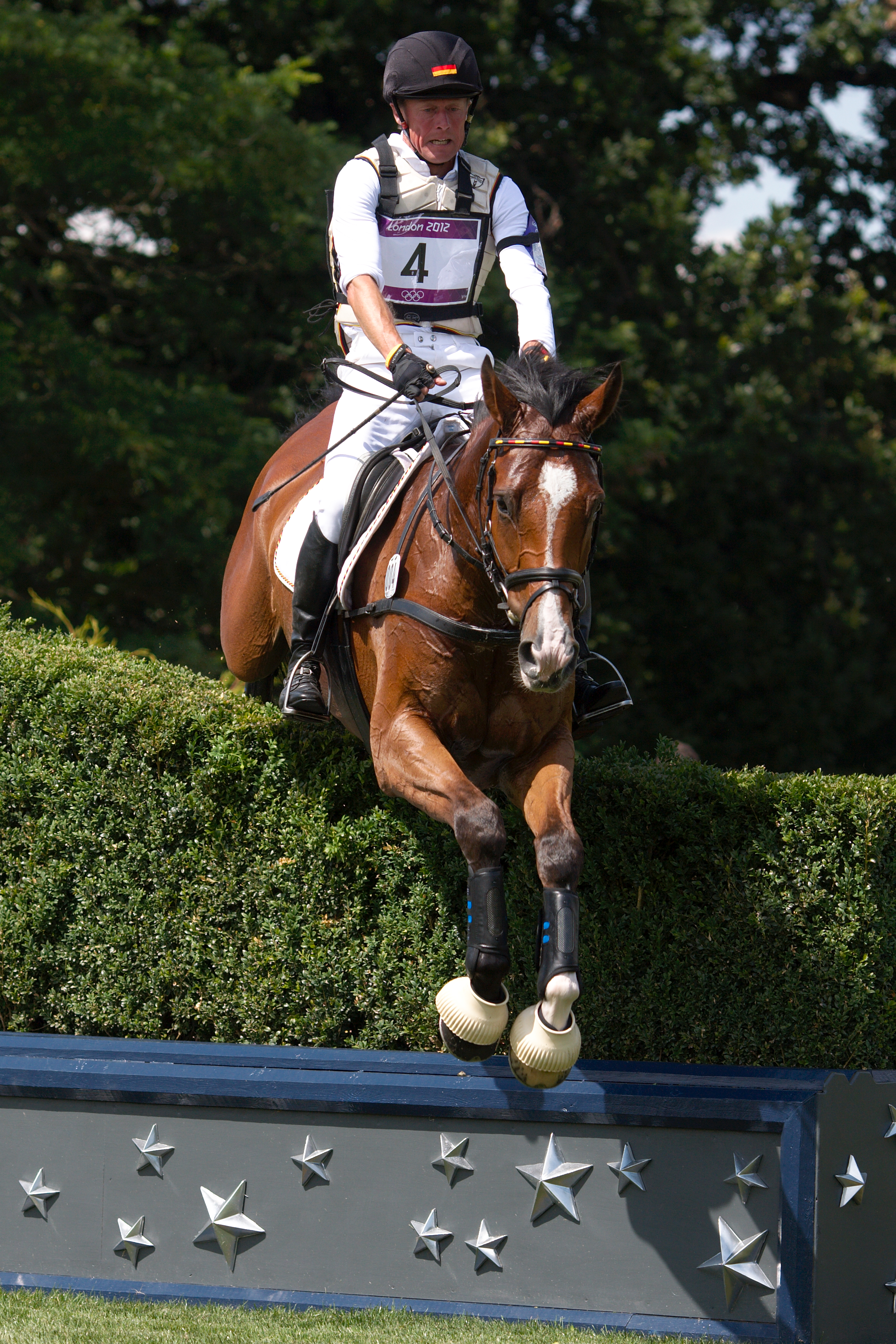
Concours complet.
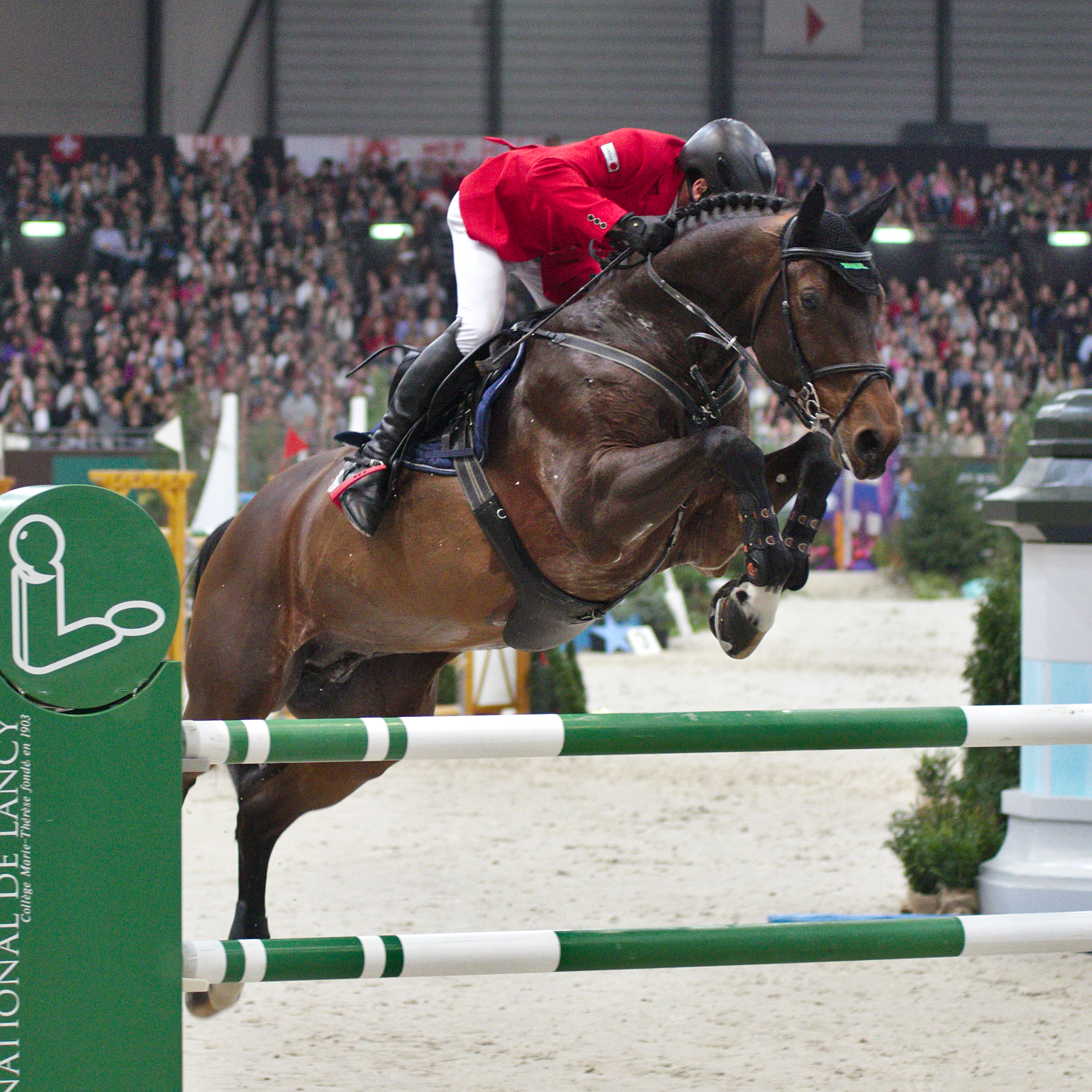
Saut d'obstacles.
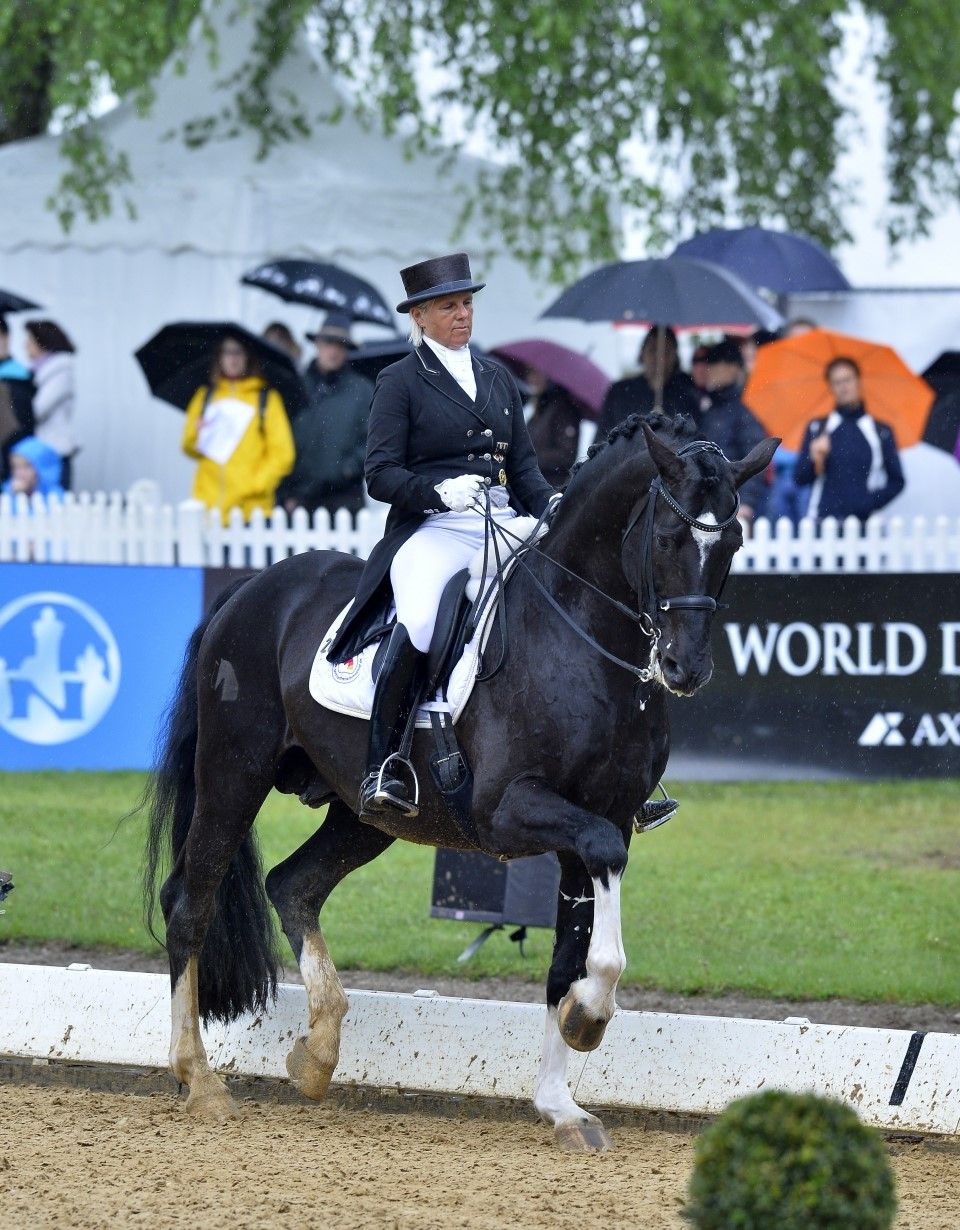
Dressage

## Quelques Holsteiner célèbres
- Corlandus, monté par Margit Otto-Crépin, médaillé d'argent en dressage aux JO de Séoul 1988[9].
- Lucky Lord, monté par Margit Otto-Crépin, 4e place par équipe en dressage aux JO d'Atlanta.
- Calvaro V, monté par Willi Melliger, médaillé d'argent en concours de saut d'obstacles aux JO d'Atlanta et de Sydney[10].
- Marius, monté par Hinrich Romeike, médaillé d'or en concours complet aux JO de Pékin en 2008[11].
- Clinton, monté par Dirk Demeersman, 5e aux JO d'Athènes en 2004.
- Cumano, cheval de saut d'obstacles monté par Jos Lansink, médaille d'or aux Jeux équestres mondiaux d'Aix-la-Chapelle en 2006, médaille d'argent aux Championnats d'Europe en 2007 à Mannheim et 10e de la finale des Jeux olympiques en 2008 à Pékin.
- Crunch 3, monté par Rolf-Göran Bengtsson.
- Colore, monté par Hans-Dieter Dreher.
- Chiara 222, montée par Ludger Beerbaum

## Diffusion de l'élevage
Le Verband der Züchter des Holstein Pferds est l'organisation qui fédère les éleveurs allemands et internationaux autour de la race. L'association est située à Elmshorn. Le Holsteiner est élevé dans de nombreux pays d'Europe, dont la Bulgarie.